# Райхенау (монастырь)
Монастырь Райхенау (нем. Kloster Reichenau) — бенедиктинский монастырь на острове Райхенау на Боденском озере. В одном ряду с Санкт-Галленским аббатством и монастырём в Фульде принадлежит к наиболее значительным памятникам эпохи Каролингов в Германии. В монастыре находятся церкви Свв. Марии и Марка, Свв. Петра и Павла и Св. Георгия, построенные в IX—XI вв. В монастыре сохранилась настенная роспись, считающаяся самой древней в Германии.
Остров Райхенау с монастырем включён в список объектов Всемирного наследия ЮНЕСКО в 2000 году.
Основан в 724 году епископом св. Пирмином в преимущественно языческой на тот период времени Алемании. По легенде св. Пирмин, прибыв на остров Райхенау, изгнал с него водяных змей. Там, где на остров ступила его нога, забил родник.
Первый расцвет монастыря приходится на VIII—IX вв. — период христианизации Алемании. При аббате Хейтоне монастырь установил связи с Византией, в нём изучали греческий язык. Согласно «Книге побратимов» монастыря Райхенау в 870-е гг. в нём останавливался апостол славян святой Мефодий, изгнанный своими оппонентами из Моравии в Швабию, а также его греческие миссионеры-спутники. Скорее всего именно в Райхенау был составлен «Баварский географ» (традиционное название по месту позднейшего хранения в Мюнхене) — каталог этнонимов Центральной и Восточной Европы, где упоминается Русь (Ruzzi) и ряд неизвестных по другим источникам славянских и балтийских племён. Аббатом монастыря Райхенау в 40-х гг. IX в. был Валафрид Страбон.
Второй культурный расцвет Райхенау относится ко времени Оттоновского возрождения. Благодаря покровительству Оттонов I и II получила известность школа книжной миниатюры монастыря Райхенау. В XI веке в монастыре жили и работали известный средневековый учёный и теоретик музыки Герман из Райхенау, а также Берно из Райхенау (аббат монастыря в 1008-48 гг.).
Монастырь был секуляризирован в 1803 году. В 2001 году на острове поселилась небольшая группа монахов-бенедиктинцев.
В монастыре находятся мощи святого мученика Разумника Римского.

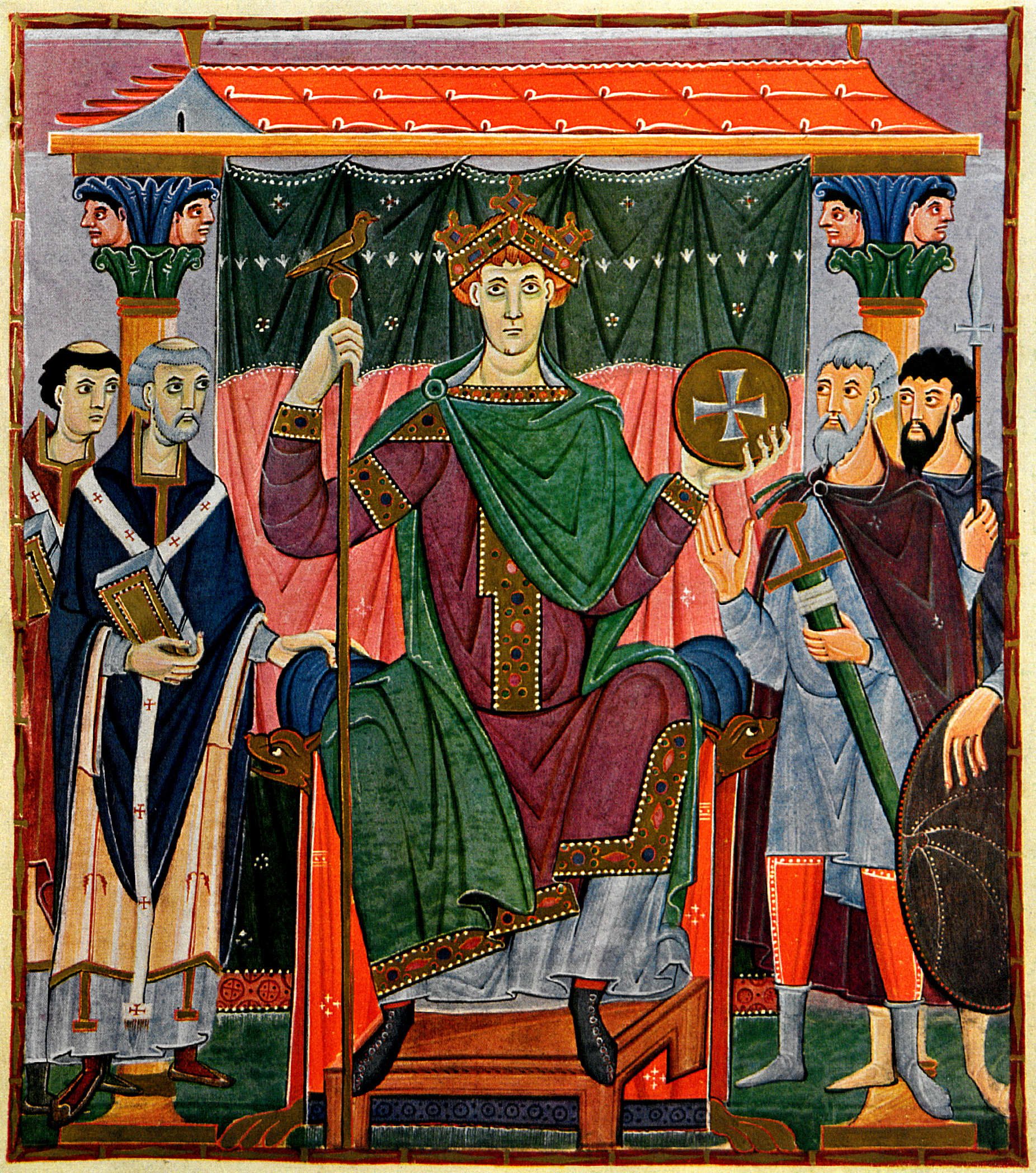
Мастер райхенаусской школы. Евангелиарий короля Оттона III. Эпизод: Властитель на троне. Ок. 1000 г. Баварская государственная библиотека. Мюнхен